# Chlamydastis
Chlamydastis är ett släkte av fjärilar. Chlamydastis ingår i familjen plattmalar.

## Bildgalleri

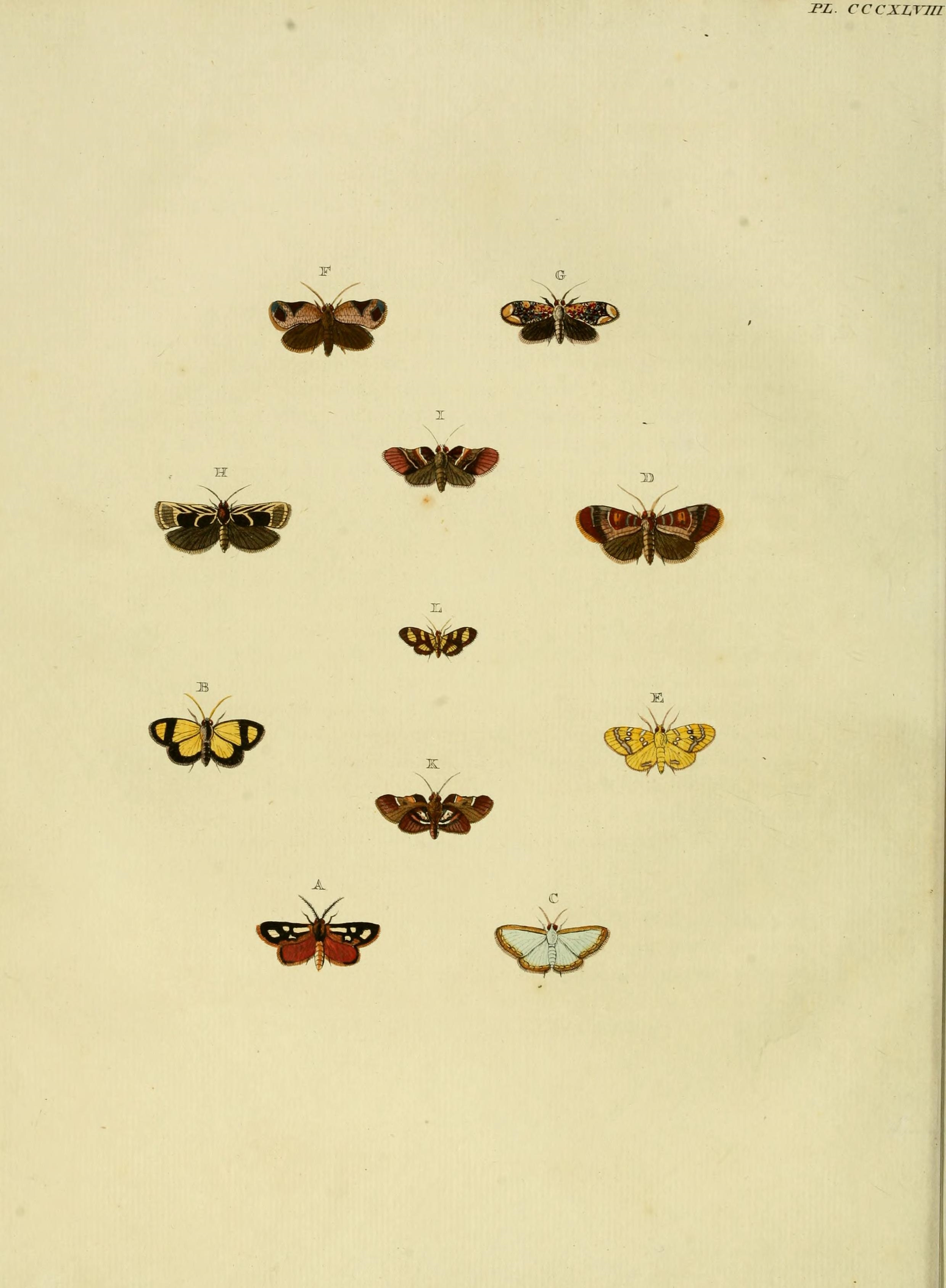

## Dottertaxa tillChlamydastis, i alfabetisk ordning[1]
- Chlamydastis acronitis
- Chlamydastis amblystoma
- Chlamydastis anamochla
- Chlamydastis ancalota
- Chlamydastis aphrogenes
- Chlamydastis apicalis
- Chlamydastis apoclina
- Chlamydastis argocymba
- Chlamydastis batrachopis
- Chlamydastis bifida
- Chlamydastis byssophanes
- Chlamydastis caecata
- Chlamydastis chionoptila
- Chlamydastis chionosphena
- Chlamydastis chloroloba
- Chlamydastis chlorosticta
- Chlamydastis complexa
- Chlamydastis crateroptila
- Chlamydastis curviliniella
- Chlamydastis cystiodes
- Chlamydastis deflexa
- Chlamydastis deflua
- Chlamydastis diorista
- Chlamydastis discors
- Chlamydastis disticha
- Chlamydastis dominicae
- Chlamydastis dryosphaera
- Chlamydastis elaeostola
- Chlamydastis epophrysta
- Chlamydastis forcipata
- Chlamydastis fragmentella
- Chlamydastis funicularis
- Chlamydastis galeomorpha
- Chlamydastis gemina
- Chlamydastis hemichlora
- Chlamydastis hesmarcha
- Chlamydastis ichthyodes
- Chlamydastis illita
- Chlamydastis inscita
- Chlamydastis inscitum
- Chlamydastis inspectrix
- Chlamydastis lactis
- Chlamydastis leptobelisca
- Chlamydastis leucoplasta
- Chlamydastis leucoptila
- Chlamydastis lichenias
- Chlamydastis lithograpta
- Chlamydastis melanometra
- Chlamydastis melanonca
- Chlamydastis mendoron
- Chlamydastis metacymba
- Chlamydastis metacystis
- Chlamydastis metamochla
- Chlamydastis mochlopa
- Chlamydastis molinella
- Chlamydastis monastra
- Chlamydastis morbida
- Chlamydastis mysticopis
- Chlamydastis nestes
- Chlamydastis niphochlaena
- Chlamydastis noverca
- Chlamydastis obnupta
- Chlamydastis ommatopa
- Chlamydastis ophiopa
- Chlamydastis orion
- Chlamydastis oxyplaca
- Chlamydastis paradromis
- Chlamydastis perducta
- Chlamydastis phasmatopa
- Chlamydastis phytoptera
- Chlamydastis platyspora
- Chlamydastis plocogramma
- Chlamydastis poliopa
- Chlamydastis ponderata
- Chlamydastis praenubila
- Chlamydastis prasoleuca
- Chlamydastis prudentula
- Chlamydastis ptilopa
- Chlamydastis rhomaeopa
- Chlamydastis rufispinis
- Chlamydastis scutellata
- Chlamydastis smodicopa
- Chlamydastis stagnicolor
- Chlamydastis steloglypta
- Chlamydastis strabonia
- Chlamydastis synedra
- Chlamydastis trastices
- Chlamydastis tritypa
- Chlamydastis trizeucta
- Chlamydastis truncatula
- Chlamydastis tryphon
- Chlamydastis ungulifera
- Chlamydastis vividella
- Chlamydastis xylinaspis